# Hietasaari (ö i Norra Karelen)
Hietasaari är en ö i Finland. Den ligger i sjön Orivesi och i kommunen Rääkkylä i den ekonomiska regionen  Mellersta Karelens ekonomiska region  och landskapet Norra Karelen, i den sydöstra delen av landet, 300 km nordost om huvudstaden Helsingfors. Öns area är 14,1 hektar och dess största längd är 0,6 kilometer i öst-västlig riktning.